# نيلز فورنهوت
نيلز فورنهوت (بالهولندية: Niels Vorenhout) مواليد 17 مارس 1980 في ليك، هو مدرب كرة سلة هولندي ولاعب سابق. بدأ مسيرته الاحترافية في سنة 1996. يدرب في الدوري الهولندي لكرة السلة. يبلغ طوله 6 قدم 8 بوصة (2.0 م). اعتزل اللعب في 2013. لعب مع نادي دن هيلدر لكرة السلة ونادي فيرت لكرة السلة.